# كولمان بيرس
كولمان بيرس (بالإنجليزية: Colman Pearce)‏ هو ملحن أيرلندي، ولد في 22 سبتمبر 1938.

## وصلات خارجية
- كولمان بيرس على موقع ميوزك برينز (الإنجليزية)
- كولمان بيرس على موقع ديسكوغز (الإنجليزية)